# Glow by JLo
Glow by JLo, normalmente referido como apenas Glow, é a primeira fragrância feminina por Jennifer Lopez. O perfume sofreu um elevado número de relançamentos.

## Concepção
A 2 de Abril de 1998 foi anunciado durante uma conferência de imprensa que Lopez iria lançar a sua própria linha de roupas, intitulada J.Lo by Jennifer Lopez. A linha, que acabaria por incluir também fatos de banho, óculos, acessórios e uma fragrância, foi apoiada por um grupo de investimento liderado por Andy Hilfiger e Larry Stemmerman.
A cantora afirmou que queria que Glow fosse "fresco e limpo, mas sexy e sensual - algo que transmitisse a sensação de sair do duche e ser a pessoa mais sensual do mundo". O perfume consiste numa essência de laranja, toranja, jasmim, Irises, baunilha e almíscar. Lopez disse que o aroma tinha sido criado para se encaixar em qualquer mulher.

## EP
Glow by J.Lo Remixes foi o extended play (EP) lançado em edição limitada para promover a fragrância.

### Faixas
| N.º            | Título                                                       | Duração |  |
| 1.             | "Jenny from the Block" (Everbot's Showtime Edit – Version 2) | 3:44    |  |
| 2.             | "The One" (Alt. Main New Hook)                               | 3:47    |  |
| Duração total: | Duração total:                                               | 7:31    |  |